# Kloster Santa Maria delle Paludi
Das Kloster Santa Maria delle Paludi (in Paludibus) ist eine ehemalige Zisterzienserabtei auf Sardinien in Italien. Es lag auf einem kleinen Hügel bei Ittiri in der Metropolitanstadt Sassari.

## Geschichte
Im Jahr 1205 berief der Richter von Torres, Comita II., Zisterzienser aus der Primarabtei Clairvaux zur Trockenlegung des versumpften Gebietes (sard. Pauli) nach Sardinien. Die neu gegründete Abtei führte die Trockenlegung durch. Mehrere ihrer Äbte kamen zu Bischofswürden. Das Kloster errichtete auch eine Grangie, San Nicola, in der Diözese Torres. Auch das Kloster Santa Maria di Coros bei Ittiri dürfte von Santa Maria delle Paludi abhängig gewesen sein. 1431 wurden die Güter der Abtei dem Bischofsgut von Torres übergeben.

## Anlage und Bauten
Von der Kirche sind Teile des Querschiffs, der Apsis und Teile der Schiffswand mit sechs Arkaden erhalten.